# Dirck Dircksz. van Santvoort
Dirck Dircksz. van Santvoort, född 1610 eller 1611 i Amsterdam, död 1680, var en nederländsk målare.
Santvoort var sannolikt elev till fadern Pieter Pietersz.. Han var verksam i Amsterdam som porträttmålare.